# 妖治時代
妖治時代是香港唱作女歌手陳蕾於2019年推出的粵語歌曲，由陳蕾親自作曲，藍奕邦填詞。

## 創作與製作
妖治時代時長4分12秒，以
拍的升g小調/降A小調創作，每分鐘163拍。

### 背景
此歌是唱作女歌手陳蕾加盟香港華納唱片後第一首派台歌，由陳蕾親自作曲，藍奕邦填詞。陳蕾其後的作品皆親自填詞。
此歌具有濃厚日系風格。陳蕾自言喜歡日本音樂。她其後的兩首作品熒光及相信一切是最好的安排（同為2019年）的音樂影片都在日本取景拍攝。而她後來親自填詞的下流社會取材自日本社會問題，窮人的薔薇、伸縮自如的愛和神的不在場證明的歌名則取材自日本動漫。

### 陳蕾創作
陳蕾表示她在最初譜曲時，自己曾寫了一份玩票性質的國語歌詞，名為反正有錢，主題是想像自己如果是一個很富有的人會變得怎樣。

### 編曲
負責編曲的C.Y. Kong（江志仁）已與陳蕾合作多次。陳蕾形容此編曲為日系搖滾風格，亦有樂評形容為椎名林檎式的日系電音風格。陳蕾創作的旋律本來較為平實，此編曲讓其大幅變化，陳蕾亦自言對箇中的變化及突破性感到驚訝，她透露當時以木結他演奏的初版Demo錄好後，已交給藍奕邦創作歌詞，當她再收到風格完全不同的編曲Demo後便立即交給藍奕邦，藍奕邦表示正在創作的歌詞亦需改變，以配合強勁的編曲。

### 歌詞
據陳蕾解釋，她們邀請藍奕邦寫詞時便要求以「看清自己」為主題，最終寫成的「妖治」是比喻人被內心的恐懼、陰暗面所操控，寄語打敗內心的負面思緒，便可看清自己。
亦有樂評認為歌詞包含了對社會情況的描述，以及反映陳蕾在香港音樂界一些歪風下堅持自己創作之路的態度。作家海邊欄將此歌歸類為2019年反對逃犯條例修訂草案運動開始後反映香港人對「家園」想像的流行曲詞作，它是將「家」以外的人事視作邪惡，藉由對比構建對「家」的認同之例子之一，歌詞寄語「處在妖獸之地的人們，可以做的就是堅守具『風骨』的真性情，抵抗那些妖氣衝天的『他者』注入身體與靈魂」。

## 發行
此歌於2019年8月12日在音樂串流平台發行。後收錄於同年10月28日發行的陳蕾個人專輯《Honesty》。

## 派台成績
| 週榜榜單（2019年） | 最高排名 |
| ------------------ | -------- |
| 903                | 1        |
| RTHK               | 2        |
| 997                | 4        |

## 爭議
江志仁作品Gotta Go!的抄襲風波發生後，此歌的編曲亦被網民質疑抄襲日本音樂組合ZUTOMAYO的Humanoid。

## 備註
1. ↑  按陳蕾自述影片3:22[6]。
2. ↑  按陳蕾自述影片3:03[6]。
3. ↑  按陳蕾自述影片0:27及0:58[6]。
4. ↑  按陳蕾自述影片0:37及1:47[6]。